# Orotere
Orotere ist eine aus wenigen Farmen bestehende Siedlung im Far North District der Region Northland auf der Nordinsel von Neuseeland.

## Geographie
Die Siedlung befindet sich rund 15 km nordwestlich von Kerikeri und rund 5 km südöstlich von Kaeo. Durch die Siedlung führt der New Zealand State Highway 10.